# Motorola StarTAC
El Motorola StarTAC va ser un telèfon mòbil amb forma de petxina de cloïssa (clamshell), fabricat per Motorola. Va ser llançat el 3 de gener de 1996 i és conegut per ser el primer telèfon mòbil clamshell.
El StarTAC és el successor del MicroTAC, un mòbil amb disseny semi-clamshell que va ser llançat el 1989. Considerant que el MicroTAC es doblega cap avall des de baix el teclat, el StarTAC es plega fins per sobre de la pantalla LED/LCD. En 2005, PC World situa al StarTAC en el lloc 6 en el rànquing dels 50 artefactes més grandiosos dels els últims 50 anys. Es va introduir al preu de 1000 USD.

## Història
Motorola va sol·licitar el nom de marca comercial StarTAC el setembre de 1995. El StarTAC es va presentar a Amèrica del Nord el 3 de gener de 1996. Aleshores, el telèfon mòbil més petit disponible, aquest telèfon AMPS va ser un èxit immediat. Els successors TDMA i cdmaOne StarTAC van ser igual de populars. Els models GSM estaven disponibles a Amèrica del Nord a través de Powertel, VoiceStream i altres primers operadors GSM. El StarTAC, que s'assembla molt a Star Trek's Communicator, va romandre popular fins a principis dels anys 2000, apareixent a moltes pel·lícules de Hollywood de l'època com 8 mm protagonitzada per Nicolas Cage. Durant el seu llançament inicial, els anuncis de revistes per al telèfon inclourien un facsímil de cartró de mida real que es podria extreure de la pàgina per demostrar la naturalesa diminuta del dispositiu.

### Lekki
L'octubre de 2010, la desapareguda empresa francesa Lekki, que va renovar productes vintage emblemàtics dels anys noranta, va llançar una línia de StarTAC renovats amb nous cossos de colors per 220 € cadascun.

## Llançament
Motorola va sol·licitar el nom de la marca StarTAC al setembre de 1995. El StarTAC es va donar a conèixer als Estats Units el 3 de gener de 1996. Després, el mòbil més petit disponible, aquest telèfon AMPS va ser un èxit immediat. Els seus successors StarTAC TDMA i CDMA eren igualment populars. Models GSM estaven disponibles a Amèrica del Nord a través de Powertel, VoiceStream i altres primers operadors de GSM. StarTACs, el nom del qual és un homenatge a la Star Trek's Communicator, va seguir sent popular fins a la dècada de 2000, apareixent en moltes pel·lícules de Hollywood de l'època, com a 8mm protagonitzada per Nicolas Cage. Molts propietaris MicroTac van canviar a aquest model en particular a causa de la seva grandària compacta i pes lleuger. Durant el seu llançament inicial, anuncis en revistes per al telèfon inclourien un facsímil de cartró de grandària real que podria ser tret de la pàgina per mostrar la grandària diminutivo del dispositiu.

## Característiques principals
Algunes de les característiques clau de la Motorola StarTAC van ser:
- La capacitat de rebre missatges de text SMS, encara que només els models digitals posteriors tenien la capacitat d'enviar missatges.
- Un pes d'aproximadament 88 grams[6] (3,1 unces[7])
- Una bateria d'ions de liti opcional, en un moment en què la majoria de telèfons estaven restringits a bateries NiMH de menor capacitat
- Alerta de vibració (com a alternativa a un to de trucada)

## StarTAC 2004
El nom StarTAC va ser restablert en 2004 per a un nou model dissenyat per al mercat de Corea del Sud. Tenia:
- A 128 × 160 262 000 TFT LCD en color
- So de 64 canals
- Una característica Banca Mòbil recolzat per SK Telecom
- Una agenda de contactes 2800-entrada

A més, una versió amb un teclat direccional de 18 quirats d'or, i va ser llançat com StarTAC 2004 SE.
L'edició regular va ser alliberada sense la funció de banca mòbil com el Motorola V628 a la Xina. L'edició d'or de 18 quirats es va mantenir solament a Corea.

## StarTAC III
Motorola va tornar a reviure la marca StarTAC amb el StarTAC III, anunciat el 27 de febrer de 2007.
- 2 polzades pantalla QVGA
- GPS
- suport d'arxius MP3
- 128 MB de memòria

## Models

### Telèfons analògics
- StarTAC 1300
- StarTAC 3000
- StarTAC 6000
- StarTAC 6500
- StarTAC 8500
- StarTAC 8600
- StarTAC 8600 Plus

### Telèfons digitals
- ST7760
- ST7762
- ST7750
- ST7797
- ST7860
- ST7867
- ST7868
- ST7890
- StarTAC 2004

## StarTAC 130
The StarTAC 130 was released as a GSM 900 phone, although similar models that operated on the ETACS network were also produced. Along with the M6088, it was the only StarTAC to use a mini-SIM card (2FF). All other GSM models used a full-sized SIM card (1FF), the size of a standard debit/credit card meeting ISO/IEC 7810 specifications.

## MR501, MR701
El MR501 és una variant del StarTAC 70/75 i, a excepció de la marca addicional i la banda GSM, era idèntica.
El MR701 era una variant del StarTAC 80/85. Aquest model va tenir alguns canvis estètics menors en comparació amb l'original amb un disseny de teclat diferent. Igual que l'MR501, es va modificar per funcionar amb GSM1800. A més del logotip d'Orange dins de la closca, el telèfon mostrava el logotip d'Orange a l'arrencada, cosa que va poder fer a causa de la seva pantalla de matriu de punts de més alta resolució.